# La Soledad, Chietla
La Soledad är en ort i Mexiko.   Den ligger i kommunen Chietla och delstaten Puebla, i den sydöstra delen av landet, 120 km sydost om huvudstaden Mexico City. La Soledad ligger 1 094 meter över havet och antalet invånare är 370.
Terrängen runt La Soledad är kuperad åt sydost, men åt nordväst är den platt. Runt La Soledad är det ganska glesbefolkat, med 28 invånare per kvadratkilometer. Närmaste större samhälle är Atencingo, 5,8 km norr om La Soledad. I omgivningarna runt La Soledad växer huvudsakligen savannskog.